# Pongsakorn Takum
Pongsakorn Takum (thailändisch พงศกร ตาคำ, * 20. August 1992 in Chiangmai), auch als Boom bekannt, ist ein thailändischer Fußballspieler.

## Karriere
Pongsakorn Takum spielte bis Ende 2018 beim Drittligisten JL Chiangmai United FC in Chiangmai. Wo er vorher gespielt hat, ist unbekannt. Mit dem Club wurde er 2018 Meister der Upper-Region der Thai League 3 und stieg somit in die zweite Liga auf. Nach dem Aufstieg verließ er den Club und schloss sich dem Zweitligisten Rayong FC aus Rayong an. Mit dem Club wurde er 2019 Tabellendritter und stieg somit in die erste Liga auf. Am Ende der Saison 2020/21 musste er mit Rayong als Tabellenletzter in die zweite Liga absteigen. Die Saison 2023/24 wurde er mit Rayong Tabellendritter und qualifizierte sich somit für die Aufstiegsspiele zur ersten Liga. Hier konnte man sich gegen den Nakhon Si United FC durchsetzen und stieg in die erste Liga auf. Nach insgesamt 118 Ligaspielen für Rayong wechselte er im Juli 2025 nach Phrae zum Zweitligisten Phrae United FC.

## Erfolge
JL Chiangmai United FC
- Thai League 3 - Upper Region: 2018  ▲

Rayong FC
- Thai League 2: 2019, 2023/24 (3. Platz)  ▲